# Saint-Mathurin
Saint-Mathurin település Franciaországban, Vendée megyében. Lakosainak száma 2443 fő (2022. január 1.). Saint-Mathurin Grosbreuil, L’Île-d’Olonne, Sainte-Foy, Vairé, Les Sables-d’Olonne és Les Achards községekkel határos.

## Népesség
A település népessége az elmúlt években az alábbi módon változott:
| Lakosok száma | 2150 | 2225 | 2284 | 2270 | 2294 | 2323 | 2340 | 2390 | 2443 |
|               | 2013 | 2015 | 2016 | 2017 | 2018 | 2019 | 2020 | 2021 | 2022 |